# جون جي. وليامز جونيور
جون جي. وليامز جونيور (بالإنجليزية: John G. Williams Jr.)‏ هو ضابط أمريكي، ولد في 24 يوليو 1924 في بورتلاند في الولايات المتحدة، وتوفي في 4 أكتوبر 1991 في Fort Lewis (Washington) ‏ في الولايات المتحدة.